# Bertold z Reichenau
Bertold z Reichenau (ur. ok. 1030; zm. 11 marca 1088) – mnich benedyktyński, kronikarz, uczeń Hermana z Reichenau.

## Znaczenie
Bertold przejął prowadzenie kroniki świata po śmierci swojego nauczyciela Hermana z Reichenau (1054). Pierwszy zapis Bertolda pojawił się późno (1066) i był w dużej mierze oparty na tekście kroniki Bernolda, również zakonnika z Reichenau. Przyjmuje się, że Bertold kontynuował prace kronikarskie do 1080, na którym kronika nagle się kończy, przerwana w połowie zdania. Oryginalny tekst Bertolda nie zachował się. Wszystkie kopie w obiegu powstały na podstawie kompilacji tekstów z manuskryptów przechowywanych w klasztorach benedyktyńskich.